# Blick zurück aufs Eheglück
Blick zurück aufs Eheglück (engl. Titel: I Married Marge) ist die 12. Folge der dritten Staffel der Fernsehserie Die Simpsons. Julie Kavner, die Sprecherin von Marge im Original, gewann durch diese Folge bei den Emmy-Awards 1992 in der Kategorie Outstanding Voice-Over Performance.

## Inhalt
Marge fühlt sich schlecht und glaubt sie sei schwanger, weshalb sie zum Arzt fährt. Homer ist nicht sehr begeistert und erzählt seinen Kindern von der ersten Schwangerschaft ihrer Mutter. 
Es ist 1980. Homer und Marge fangen an sich näher zu kommen und sehen sich unter anderem den Film Das Imperium schlägt zurück an. Nach ihrer Romanze gehen sie zu Dr. Hibbert, der ihnen erzählt, Marge sei schwanger. Das Paar heiratet. Aus Geldknappheit muss Homer seinen Job beim Minigolf aufgeben und sich beim Atomkraftwerk bewerben, allerdings ohne Erfolg. Homer denkt, er sei ein schlechter Ehemann und verlässt Marge. Er schreibt ihr in einem Brief, dass er erst zurückkommt, wenn er denkt, er wäre ein echter Mann. Patty und Selma, die beiden Schwestern von Marge, sehen ihn später in einem Fastfood-Restaurant. Als Marge das erfährt, erklärt sie ihrem Mann, er solle zurückkommen, was er auch tut. Er marschiert direkt in das Büro von Mr. Burns, dem Besitzer des Atomkraftwerks und erklärt ihm vollständige Treue. Homer wird im Kraftwerk eingestellt und fährt ins Krankenhaus, um sein erstes Kind zu sehen, welches er Bart nennt, da andere Namen zu Veralberungen führen würden.
Nach der Geschichte kommt Marge zurück vom Arzt und erklärt, sie sei nicht schwanger. Beide freuen sich darüber und klatschen in die Hand.

## Hintergrund
In der Folge singen Marge und Homer den Song You Light Up My Life von Debby Boone von 1977. Mr. Burns spielt das Arcade-Spiel Ms. Pac-Man.

## Rezeption
Keith Booker beschreibt die Folge in seinem Buch Drawn to Television (2006): „Solche Hintergrund-Episoden fügen der Darstellung der animierten Simpsons-Familie eine zusätzliche Dimension hinzu, lassen sie seltsam echt erscheinen und verleihen ihrem Status als Familie mit einer langen gemeinsamen Geschichte mehr Gewicht.“